# Segrate
Segrate est une ville italienne de la ville métropolitaine de Milan, dans la région de la Lombardie.

## Administration
| Période                                  | Période  | Identité             | Étiquette     | Qualité |
| ---------------------------------------- | -------- | -------------------- | ------------- | ------- |
| 2005                                     | 2015     | Adriano Alessandrini | Centre-droit  |         |
| 2015                                     | En cours | Paolo Micheli        | Centre-gauche |         |
| Les données manquantes sont à compléter. |          |                      |               |         |

### Frazione
Lavanderie, Milano 2 (it), Novegro, Redecesio, Rovagnasco, S. Felice, Tregarezzo, Villaggio Ambrosiano.

### Communes limitrophes
Milan, Vimodrone, Pioltello, Peschiera Borromeo.